# Oriëntatie (chiraliteit)

Links wordt de linkshandige- en rechts de rechtshandige oriëntatie in de Euclidische ruimte weergegeven.

In de lineaire algebra, een deelgebied van de wiskunde, is de oriëntatie (ook wel handigheid of chiraliteit genoemd) van een geordende basis een van twee mogelijke basisoriëntaties, die  rechtshandig en linkshandig (of rechts- en linkschiraal) worden genoemd. Het blijft gelijk bij een lineaire transformatie met een matrix met positieve determinant, en verandert als de determinant negatief is.
In de driedimensionale euclidische ruimte is de basis orthogonaal, en blijft de oriëntatie van de basis gelijk bij rotatie van het geheel van basisvectoren, maar verandert deze bij spiegeling. Alle basissen zijn asymmetrisch en hebben twee mogelijke oriëntaties, net zoals de rechter- en linkerhand van het menselijk lichaam.
De oriëntatie op een reële vectorruimte is de willekeurige keuze van welke geordende basissen "positief" en welke "negatief" zijn georiënteerd. In de driedimensionale euclidische ruimte worden rechtshandige basissen meestal als positief georiënteerd weergegeven, maar de keuze is arbitrair, omdat dit etiket ook zou kunnen worden gebruikt voor linkshandige basissen.
Een vectorruimte met een oriëntatie wordt een georiënteerde vectorruimte genoemd, terwijl een vectorruimte zonder een oriëntatiekeuze "ongeoriënteerd" wordt genoemd.
Meer algemeen zegt men van een asymmetrisch object dat de oriëntatie gelijk blijft bij rotatie, maar verandert in het spiegelbeeld bij spiegeling.

## Oriëntatie van een figuur in 2D

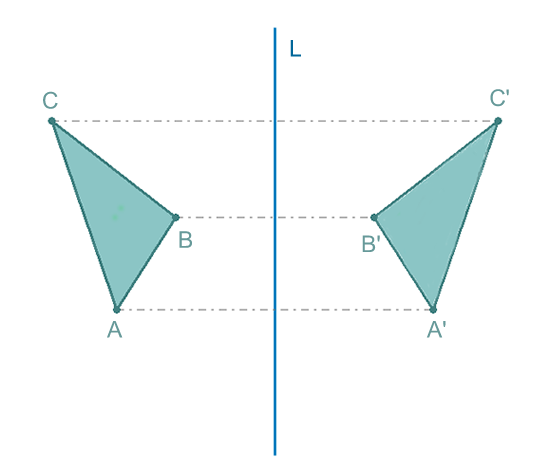
ABC heeft een positieve oriëntatie, zijn spiegelbeeld in L A'B'C' een negatieve oriëntatie.

De oriëntatie van de figuur in het platte vlak beschrijft de omloopszin. Men maakt onderscheid tussen twee oriëntaties:
- positief = linksom, tegen de wijzers van de klok in,
- negatief = rechtsom, met de wijzers van de klok mee.

Oriëntatie verwisselt door lijnspiegeling. Congruente figuren met verschillende oriëntatie zijn (in het algemeen) niet direct congruent.

## Voetnoten
1. ↑  Het is onmogelijk om een linkerhand te verkrijgen door rotatie van een rechterhand, maar haar reflectie, of spiegelbeeld, is identiek aan een linkerhand.